# パランガ
パランガ（リトアニア語: Palanga）は、リトアニア西部の都市。バルト海に面し、全長18kmの砂浜と美しい砂丘から夏はリゾート地としてにぎわう。
パランガとは正式には都市自治体の名で、付近のシュヴェントイ、ネミルセタ、ブティンゲなどの村落もパランガ市の一部と見做されている。

## 伝説
パランガには伝説がある。街の丘のふもとに異教徒の礼拝堂があり、そこにビルーテという美しい尼僧がいた。その噂を聞きつけたリトアニア大公国のケーストゥティスがこの地へやって来て、彼女と結婚しようとした。そのことについて、当時の年代記に次のような記述がある。「彼女は一生処女でいることを神に誓っていると答え、求婚を拒否した。するとケーストゥティスは彼女を連れ去り、首都のトラカイで親族と豪華な結婚式を開いた…」
後にケーストゥティスは暗殺され、ビルーテはパランガに帰還し死ぬまで神に仕えた。彼女の遺体は丘に埋められ、それがビルーテの丘の謂れになった。

## 歴史
シュヴェントイからそう遠くないこの地では約5000年前の野営地が発見されており、古くから人々が住んでいたことがうかがえる。10世紀から11世紀になるとクルシュー人の入植地になり、さらに琥珀の道に面していたため交易が活発に行われ同業組合が盛んに結成された。
街の名が初めて文献に登場するのは1161年のことで、デンマーク王ヴァルデマー1世が陸軍を引き連れてこの地に上陸し、クルシュー人の城を攻略したとの記述がある。
13世紀から15世紀には南からドイツ騎士団が、北からはリヴォニア帯剣騎士団が攻め込んでくるようになるが、住民らが撃退し、結局両騎士団はクライペダからシュヴェントイにかけてのリトアニア沿岸部を制圧できなかった。しかし、1422年のメルノ条約によってクライペダはドイツの支配下に、パランガとシュヴェントイはリトアニアに帰属した。この2都市は徐々に港町として発展し、ますます大きな交易の拠点になっていった。1685年にはイギリス商人がシュヴェントイに事業所を設けた。大北方戦争の1701年にスウェーデン陸軍はパランガ市街とシュヴェントイ港を破壊し、シュヴェントイ港に至っては入口を岩で封鎖した。
パランガは1824年にミハウ・ティズキエヴィクズの手に渡った。孫のユゼフは埠頭を造成し、人やリエパーヤ近郊のレンガを輸送する船が発着しやすいようにした。19世紀初頭になると街はリゾート地になり、埠頭も散策やレクリエーションの場として賑わうようになった。ユゼフの息子、フェリクスは1897年にネオ・ルネッサンス様式のティズキエヴィクズ宮殿を建設した。周辺の広大な庭園はフランス人造園家のエドゥアール・アンドレが1897年から10年間にわたり設計した。その宮殿はコンサート会場としても使われるようになった。フェリクスの親友や同僚のなかには公証人のヨナス・ケントラもいた。
1864年に第2回反ロシア蜂起が鎮圧され、ラテン文字の出版物が禁止されると、パランガはマルチヨナス・ユルガイティス牧師、医師のリウダス・ヴァイネイキス、公証人のヨナス・ケントラらの働きで西側から密輸される出版物の受け取り港になった。1901年にヴァイネイキスは他の25人と共に帝政当局によってシベリアに送られた
。その後にケントラは当局の許可を得て「Amerika pirtyje」というリトアニア語のコメディ舞台の公演を行った。
1960年、ティズキエヴィクズ宮殿の庭園は植物園に改装され、現在はリトアニア初代大統領のアンターナス・スメトナが植えたカシなどおよそ200種類の樹木が栽培されている。また、宮殿の建物はパランガ琥珀博物館になり、琥珀のジュエリーや骨董品を幅広く展示している。夏は夜になると宮殿内で交響コンサートや音楽祭などのイベントが催される。

## 地理
シュヴェントイ川とラゼ川の河口にあるリゾート地である。そのうちラゼ川は昔はパランガ川と呼ばれ、それが地名の由来になった。パランガ都市自治体は南はネミルセタから北はラトビア国境まで24kmを管轄しており、ネミルセタ、ヴァーナグーペ、クニギシュキャイ、マンシシュキャイ、シュヴェントイの五漁村からなる。クライペダ一帯がドイツ領だったころ、ネミルセタは東プロイセン最北端の村だった。

## 交通
市内に鉄道は通っていない（最寄りはクレティンガ）。国内で三番目に大きいパランガ国際空港があり、スカンジナビア半島とドイツに乗り継ぎ便が就航している。空港はパランガとシュヴェントイの中間に位置し、夏はリゾート地としてにぎわうため便数も多くなる。

## 見もの
夏、パランガには海を目当てに多くの観光客が飛来する。ハイシーズンには市内のバサナヴィチュス通りが歩行者天国になり、数十軒のレストラン、バー、乗り物などの娯楽がそろって繁華街としてにぎわう。また、19世紀半ばに開業し現在でも営業している中では国内で最古の薬局がある。
街には地元ラジオ局、FMパランガがある。